# Metylmalonsyra
Metylmalonsyra (MMA) är ett metylerat derivat av malonsyra, som främst används som markör för vitamin B12-brist. I kroppen deltar metylmalonsyran i ämnesomsättningen av fett och proteiner.

## Metabolism

Propionatmetabolismväg med methylmalonsyra som biprodukt

Metylmalonsyra är en biprodukt av propionatmetabolismvägen. Utgångskällorna för detta är följande med respektive ungefärliga bidrag till propionatmetabolismen i hela kroppen inom parentes:
- essentiella aminosyror: metionin, valin, treonin och isoleucin[3] (~ 50%)[2]
- fettsyror med udda kedjor[3] (~ 30%)[2]
- propionsyra från bakteriell fermentering[3] (~ 20%)[2]
- kolesterolets sidokedja[3]
- tymin[4]

Propionatderivatet, propionyl-CoA, omvandlas till D-metylmalonyl-CoA av propionyl-CoA-karboxylas och omvandlas sedan till L-metylmalonyl-CoA av metylmalonyl-CoA-epimeras. Inträde i citronsyracykeln sker genom omvandling av L-metylmalonyl-CoA till succinyl-CoA med L-metylmalonyl-CoA-mutas, varvid vitamin B12 i form av adenosylkobalamin krävs som koenzym. Denna nedbrytningsväg från propionyl-CoA till succinyl-CoA är en av de viktigaste anaplerotiska vägarna i citronsyracykeln. Metylmalonsyra bildas som en biprodukt av denna metaboliska väg när D-metylmalonyl-CoA klyvs till metylmalonsyra och CoA av D-metylmalonyl-CoA-hydrolas. Enzymet acyl-CoA-syntetas-familjemedlem 3 (acyl-CoA synthetase family member 3, ACSF3) är i sin tur ansvarigt för omvandlingen av metylmalonsyra och CoA till metylmalonyl-CoA.
Intracellulära esteraser kan avlägsna metylgruppen (-CH3) från metylmalonsyra och på så sätt generera malonsyra.

## Klinisk relevans

### Vitamin B12-brist
Förhöjda nivåer av metylmalonsyra kan tyda på brist på vitamin B12. Det är dock känsligt (de som har brist testar nästan alltid positivt) men inte specifikt (de som inte har vitamin B12-brist kan ha förhöjda nivåer av metylmalonsyra). Metylmalonsyra är förhöjt hos 90-98% av patienterna med B12-brist. Det har lägre specificitet eftersom 20-25% av patienterna över 70 år har förhöjda nivåer av metylmalonsyra, men 25-33% av dem har inte B12-brist. Av denna anledning rekommenderas inte metylmalonsyratest rutinmässigt hos äldre.

### Metabola sjukdomar
Ett överskott är förknippat med metylmalonsyraurias.   
Om förhöjda metylmalonsyranivåer åtföljs av förhöjda malonsyranivåer kan detta tyda på den metaboliska sjukdomen kombinerad malon- och metylmalonsyrauri (CMAMMA). Genom att beräkna förhållandet mellan malonsyra och metylmalonsyra i blodplasman kan CMAMMA särskiljas från klassisk metylmalonsyrauri.

### Cancer
Dessutom har ackumulering av metylmalonsyra i blodet med åldern kopplats till tumörprogression 2020.

### Bakteriell överväxt i tunntarmen
Bakterieöverväxt i tunntarmen kan också leda till förhöjda nivåer av metylmalonsyra på grund av bakteriernas konkurrens i absorptionsprocessen av vitamin B12. Detta gäller för vitamin B12 från livsmedel och oralt tillskott och kan kringgås genom vitamin B12-injektioner. Fallstudier av patienter med korttarmssyndrom har också lett till hypotesen att överväxt av tarmbakterier leder till ökad produktion av propionsyra, som är en föregångare till metylmalonsyra. Det har visat sig att i dessa fall återgick nivåerna av metylmalonsyra till det normala efter administrering av metronidazol.

## Mätning
Koncentrationen av metylmalonsyra i blodet mäts med gaskromatografisk masspektrometri eller LC-MS och de förväntade värdena av metylmalonsyra hos friska människor ligger mellan 73 och 271 nmol/L.